# Hipposideros crumeniferus
Hipposideros crumeniferus is een zoogdier uit de familie van de bladneusvleermuizen van de Oude Wereld (Hipposideridae). De wetenschappelijke naam van de soort werd voor het eerst geldig gepubliceerd door Lesueur & Petit in 1807.

## Voorkomen
De soort komt voor in Indonesië en Oost-Timor.